# Вардараць
45°37′ пн. ш. 18°46′ сх. д. / 45.62° пн. ш. 18.77° сх. д.
Вардараць (хорв. Vardarac) — населений пункт у Хорватії, в Осієцько-Баранській жупанії у складі громади Билє.

## Населення
Населення за даними перепису 2011 року становило 630 осіб.
Динаміка чисельності населення поселення:

## Клімат
Середня річна температура становить 11,01 °C, середня максимальна – 25,34 °C, а середня мінімальна – -5,87 °C. Середня річна кількість опадів – 632 мм.
| Клімат поселення                              | Клімат поселення | Клімат поселення | Клімат поселення | Клімат поселення | Клімат поселення | Клімат поселення | Клімат поселення | Клімат поселення | Клімат поселення | Клімат поселення | Клімат поселення | Клімат поселення | Клімат поселення |
| Показник                                      | Січ.             | Лют.             | Бер.             | Квіт.            | Трав.            | Черв.            | Лип.             | Серп.            | Вер.             | Жовт.            | Лист.            | Груд.            |                  |
| Середній максимум, °C                         | 5,65             | 7,68             | 12,30            | 17,00            | 22,29            | 25,22            | 25,34            | 24,88            | 20,63            | 15,15            | 9,26             | 5,36             |                  |
| Середня температура, °C                       | −0,12            | 1,90             | 6,50             | 11,20            | 16,50            | 19,44            | 21,32            | 20,87            | 16,61            | 11,14            | 5,26             | 1,36             |                  |
| Середній мінімум, °C                          | −5,87            | −3,86            | 0,78             | 5,47             | 10,77            | 13,68            | 17,32            | 16,86            | 12,60            | 7,13             | 1,24             | −2,66            |                  |
| Норма опадів, мм                              | 40               | 35               | 39               | 50               | 58               | 78               | 63               | 60               | 50               | 53               | 58               | 48               |                  |
| Середньомісячна швидкість вітру, м/с          | 2.40             | 2.63             | 2.90             | 2.84             | 2.50             | 2.30             | 2.30             | 2.10             | 2.10             | 2.25             | 2.39             | 2.49             |                  |
| Середньомісячна сонячна радіація, кДж/м²·день | 4199             | 6914             | 10925            | 15539            | 19478            | 21797            | 22282            | 20294            | 14959            | 9439             | 4808             | 3537             |                  |
| --------------------------------------------- | ---------------- | ---------------- | ---------------- | ---------------- | ---------------- | ---------------- | ---------------- | ---------------- | ---------------- | ---------------- | ---------------- | ---------------- | ---------------- |
| Джерело:                                      |                  |                  |                  |                  |                  |                  |                  |                  |                  |                  |                  |                  |                  |